# Sphex schrottkyi
Sphex schrottkyi är en biart som först beskrevs av Bertoni 1918.  Sphex schrottkyi ingår i släktet Sphex och familjen grävsteklar. Inga underarter finns listade i Catalogue of Life.